# Gesù per i non-religiosi. Recuperare il divino al cuore dell'umano
Gesù per i non-religiosi (Jesus for the Non-Religious, 2007) è un'opera del saggista e teologo statunitense John Shelby Spong, vescovo episcopale e già rettore della Chiesa episcopale degli Stati Uniti d'America, ora in pensione.

## Contenuti
Spong mette in discussione gran parte dell'interpretazione tradizionale che ha per tanto tempo circondato il Gesù storico, dal racconto della sua nascita miracolosa da una vergine al resoconto della sua ascensione cosmica verso il cielo alla fine della sua vita terrena. Spong mette in dubbio la storicità delle idee che Gesù sia nato a Betlemme, che abbia avuto dodici discepoli, e che le storie di miracoli debbano essere descrizioni di eventi soprannaturali. L'autore rimuove quindi tutte quelle incrostazioni mitiche che permeano la sua persona, mettendo in grado di vedere il vero Gesù, una figura straordinariamente viva e vivificante che tutti necessitano di incontrare, una figura eroica che ha rivelato la divinità attraverso la sua umanità. Parla inoltre direttamente a quei critici contemporanei del cristianesimo che chiamano Dio una "illusione" e che scrivono lettere alla "nazione cristiana" affermando che il cristianesimo sia diventato malvagio e distruttivo.
Spong invita i suoi lettori a guardare Gesù attraverso la lente sia delle scritture ebraiche che della vita liturgica della sinagoga del primo secolo. Respingendo come irrilevante la disputa sulla natura di Gesù che ha consumato la leadership della chiesa per i primi 500 anni di storia cristiana, Spong propone un nuovo modo di intendere la divinità di Cristo: come la dimensione ultima di una umanità compiuta, completa, universale. Spong dichiara che i cristiani tradizionali che ancora si aggrappano ai superati concetti del passato, non gradiranno questo suo libro; tuttavia, anche gli scettici del XXI secolo non saranno più così sicuri che rifiutare Gesù sia la via giusta da percorrere. Spong offre Gesù per i non-religiosi come base per un dialogo significativo tra religiosi e secolari, aprendo la porta ad un cristianesimo vibrante in un mondo post-cristiano.

## Edizioni
- John Shelby Spong, Gesù per i non-religiosi. Recuperare il divino al cuore dell'umano, a cura di don Ferdinando Sudati, traduzione di Barbara Buzzetti e Silvana Gobbi, Bolsena, Massari, 2012, ISBN 8845702758.
- (EN) John Shelby Spong, Jesus for the Non-Religious, tascabile, HarperCollins, 2008, ISBN 978-0060778415.